# Колыбельная страна
Колыбельная страна (англ. Lullaby Land) — 38-й короткометражный мультфильм сериала Silly Symphonies, созданный Walt Disney Productions и выпущенный 19 августа 1933 года.

## Сюжет
Сонного младенца переносят в колыбельную страну. В этой стране соски растут на деревьях. Подгузники, бутылки и детские кресла маршируют на параде. Он бродит по «запрещённому саду» с предметами, к которым ребёнок не должен прикасаться. Он бьет молотками часы и играет с гигантскими спичками. Горящие спички преследуют его. Ребёнок и его собака бегут через пруд, используя в качестве плота огромный кусок мыла. Доброжелательный Песочный Человек, одетый как волшебник, замечает Малыша и отправляет его спать в собственной колыбели дома.

## Создатели
- Режиссер: Уилфред Джексон
- Озвучивание: Джордж Грамлич
- Продюсер: Уолт Дисней
- Композиторы: Франк Черчилл, Ли Харлайн
- Аниматоры: Арт Бэббит, Джордж Дрейк, Хью Хеннеси. Фердинанд Хорват, Дик Хьюмер, Боб Кувахара, Эдвард Лав, Хэмильтон Ласки, Чарльз Филиппи, Луи Шмитт, Леонард Себринг, Бен Шарпстин, Рой Уильямс, Марвин Вудворд

## Релиз
- США — 19 августа 1933
- Италия — 1934
- Швеция — 2 апреля 1934
- Германия — 1 марта 1935

### Телевидение
- Donald's Quack Attack — Эпизод #42
- Mickey's Mouse Tracks — #33

### DVD
- Walt Disney Treasures
  - "Silly Symphonies"